# Burgergemeinde Bern

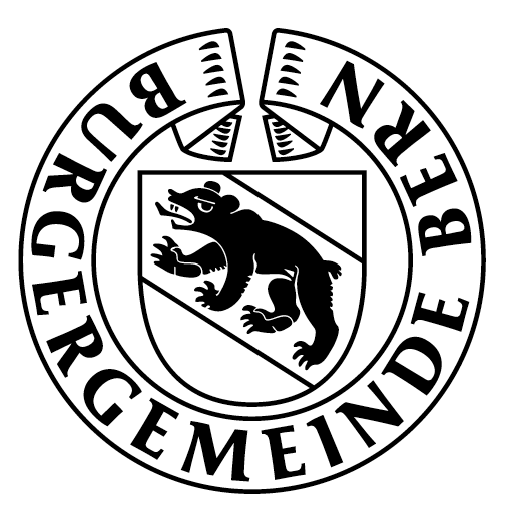
Logo der Burgergemeinde Bern (seit 2013)

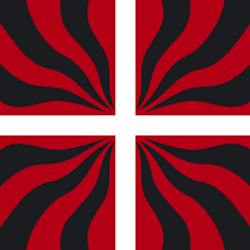
Die geflammte Bernerfahne wird von der Burgergemeinde als offizielle Fahne verwendet.

Die Burgergemeinde Bern ist die Burgergemeinde der Stadt Bern in der Schweiz.
Sie ist eine durch die Bundesverfassung und die Verfassung des Kantons Bern garantierte öffentlich-rechtliche Körperschaft und besteht als so genannte Personengemeinde aus ca. 18'700 Angehörigen der 13 Gesellschaften und Zünfte und den Burgerinnen und Burgern ohne Zunftangehörigkeit.
Ihre Aufgaben bestehen in der Übernahme der Sozialhilfe für die Burger ohne Zunftangehörigkeit sowie in Tätigkeiten zugunsten der Allgemeinheit in den Bereichen Kultur, Natur, Soziales und Wissenschaft. Sie betreibt dazu die nachfolgend beschriebenen Institutionen und Abteilungen, und sie engagiert sich durch einmalige oder wiederkehrende Beiträge für Aktivitäten auf diesen Gebieten. Da die Burgergemeinde Bern nicht über die Möglichkeit verfügt, Steuern zu erheben, muss sie ihre Ausgaben ausschliesslich mit den Erträgen aus ihrem Vermögen und ihrer unternehmerischen Tätigkeit finanzieren. Das Vermögen der Burgergemeinde setzt sich hauptsächlich aus Grund- und Waldeigentum sowie aus den Erträgen der DC Bank zusammen. Dies erklärt auch, weshalb sie nur mit einer nachhaltigen und zurückhaltenden Finanzpolitik sowie aufgrund der ehrenamtlichen Arbeit ihrer Behördenmitglieder funktionieren kann.

## Geschichte
Bis 1798 regierte eine relativ kleine Zahl von burgerlichen Familien die Stadt und Republik Bern. Bis dahin verwaltete die Stadt das ihr gehörende Territorium; einen von ihr getrennten Kanton gab es nicht. Erst zur Zeit der Helvetik entstanden mit der klaren Unterscheidung von Kanton und Einwohnergemeinde zwei juristisch unabhängige Körperschaften. Zum ersten Mal stellte sich damals auch die Frage nach einer Güterausscheidung, welche 1803 zustande kam.
Innerhalb der Stadt Bern bestanden während der Helvetik zwei Körperschaften: Neben der Munizipalität (Einwohnergemeinde), die für die Verwaltung der Stadt zuständig war, gab es die Gemeindekammer, welche die der Burgerschaft gehörenden Güter verwaltete. Nach dem Abzug der französischen Truppen wurde die Munizipalität aufgelöst, und die Burgerschaft übernahm wieder das Regiment in der Stadt. Die Güterausscheidung von 1803 fand deshalb zwischen dem Kanton und der Burgerschaft statt.
Erst das Gemeindegesetz von 1833 begründete in der Stadt Bern definitiv eine Einwohnergemeinde. Davon neu auch juristisch klar unterschieden entstand die Burgergemeinde. Allerdings fand die Güterausscheidung zwischen den beiden Gemeinwesen erst 1852 statt, was die Einwohnergemeinde in ihren Anfängen von der Burgergemeinde abhängig machte, war doch diese zuvor die alleinige Besitzerin des 1803 der Stadt zuerkannten Vermögens gewesen.
Mit den ihr 1852 zugewiesenen Vermögensteilen und Institutionen nahm die Burgergemeinde Bern jene Gestalt an, die sie bis heute weitgehend behalten hat. Ein entscheidendes Jahr war aus zwei Gründen 1888: Einerseits wurde der Burgernutzen abgeschafft. Dieser bestand bis zu diesem Zeitpunkt darin, dass jeder Berechtigte eine bestimmte Menge Brennholz und einen Anteil am Gewinn des burgerlichen Nutzungsguts, das sogenannte Feldgeld, bekam. Andererseits kann man auch Burger werden, ohne gleichzeitig einer Zunft beitreten zu müssen. Damit wurde die Einburgerung erleichtert, weil die Einkaufssumme für die jeweilige Zunft wegfiel. Dies hatte jedoch zur Folge, dass die Burgergemeinde die Fürsorge für diese Burger direkt übernehmen musste.
Wie schon das Gemeindegesetz von 1833, so legten auch die Kantonsverfassungen seit 1893 fest, dass die Burgergemeinde die Erträge ihres Vermögens zum Wohl der Allgemeinheit einzusetzen habe. Dies ist die juristische Grundlage ihrer Tätigkeiten, so weit es nicht die Fürsorge für ihre Angehörigen betrifft.
Die Geschichte der Burgergemeinde Bern im 19. und 20. Jh. wurde ganz massgeblich durch die ihr 1852 zugeteilten Güter geprägt. Dies betrifft einerseits die Ebene der Institutionen: Burgerspital, Waisenhaus und neuerdings das Berner GenerationenHaus (2014) bilden die Aktivitäten im sozialen Bereich, Stadt- respektive Burgerbibliothek Bern und Naturhistorisches Museum Bern sind die Orte des kulturellen Engagements. Mit dem 1909 eröffneten Casino, heute Kultur Casino Bern, kam eine weitere Institution dazu, welche seither als Ort für Veranstaltungen dient. Andererseits hat die Zuteilung der Stadtfelder und grosser Waldgebiete die Burgergemeinde mit Gütern ausgestattet, welche im Lauf der Zeit ganz unterschiedlich zu ihrem Einkommen beigetragen haben. Dazu kommen die Vermögensteile, welche in Form von Liegenschaften und Wertschriften via Waisenhaus und Burgerspital an die Burgergemeinde gelangt sind, unter anderem Alpen im Kiental und die St. Petersinsel.
Die Einnahmenstruktur der Burgergemeinde Bern hat sich im Lauf der Zeit stark verändert. Trugen ursprünglich auch die Wälder einen grossen Teil zu den Einkünften bei, so änderte sich das in der zweiten Hälfte des 20. Jh. Dies einerseits wegen der Umstellung von Holz- und Kohle- auf Ölheizungen, andererseits wegen stark steigender Löhne. Umso stärker stieg das Gewicht der Liegenschaftserträge, welche heute gut 90 % der Einnahmen ausmachen. Einen Anteil bilden zudem die Ablieferungen der 1825 gegründeten DC Bank Deposito-Cassa der Stadt Bern (kurz DC Bank), welche ebenfalls der Burgergemeinde gehört.
1888 erfolgte die Abschaffung des Burgernutzens. Seither wendet die Burgergemeinde Bern ihre Erträge weitgehend zum Wohl der Allgemeinheit auf. Einerseits durch die Finanzierung ihrer eigenen Institutionen und Einrichtungen wie das Naturhistorische Museum der Burgergemeinde Bern, die Burgerbibliothek Bern oder SORA (das ehemalige Burgerliche Jugendwohnheim), die Finanzierung von Institutionen, die gemeinsam mit Stadt und Kanton Bern getragen werden, etwa das Zentrum Historische Bestände Bern der Universitätsbibliothek oder das Bernische Historische Museum, sowie einmalige oder wiederkehrende Beiträge an weitere öffentliche Institutionen oder Projekte. Die Archive der Burgergemeinde sind in der Burgerbibliothek Bern öffentlich zugänglich.

## Organisation und Behörden

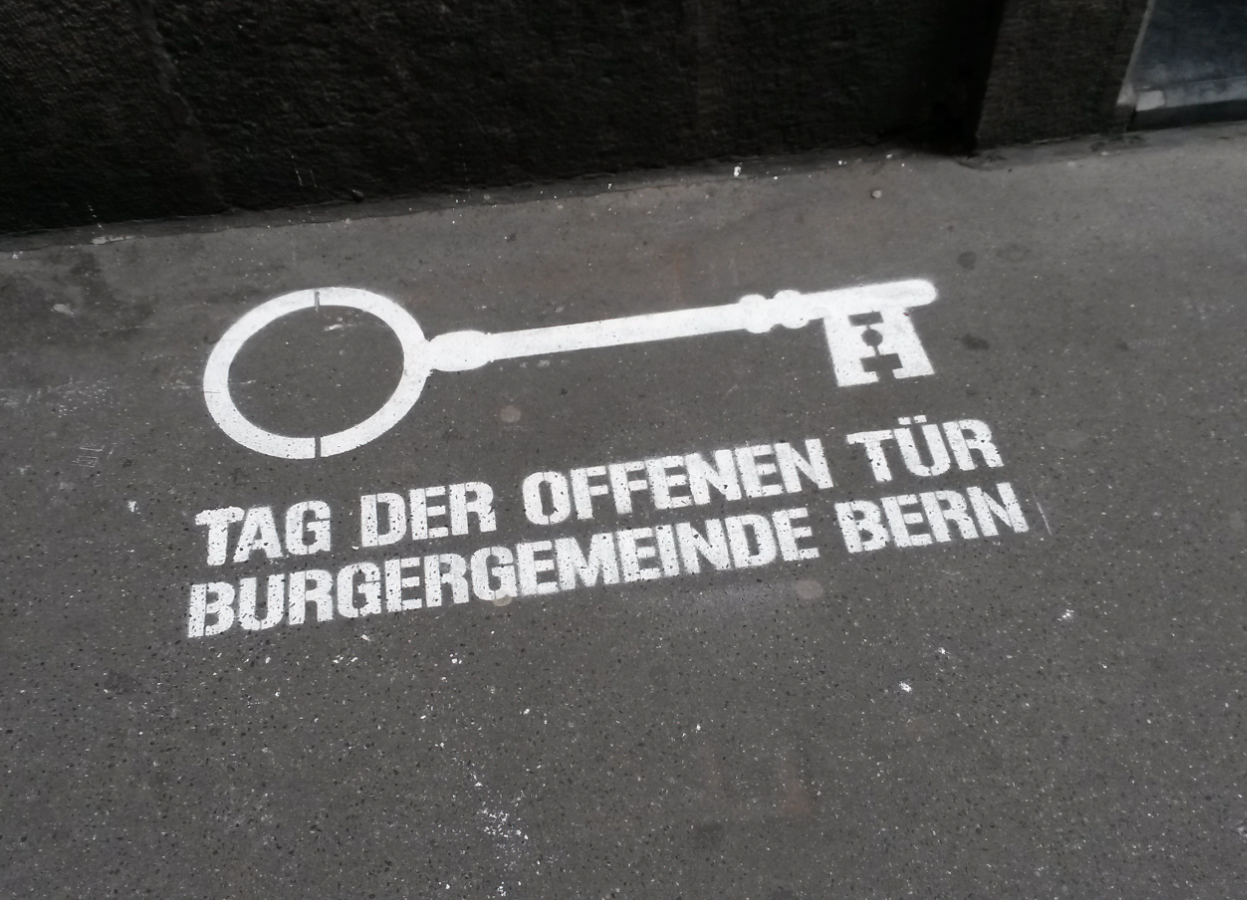
Die Burgergemeinde Bern sprayt Stencils in der Berner Altstadt (2014)

### Burgerinnen und Burger
Die rund 11'900 Stimmberechtigten sind die oberste Instanz der Burgergemeinde, der Souverän. Sie wählen an der Urne den Burgergemeindepräsidenten, den Burgergemeindevizepräsidenten sowie die Mitglieder des Grossen und des Kleinen Burgerrats. Sie beschliessen über die Verfassung der Burgergemeinde, den Voranschlag sowie über Geschäfte von grosser Tragweite.

### Grosser Burgerrat
Der Grosse Burgerrat ist das Parlament der Burgergemeinde, also die Legislative. Er besteht aus dem Burgergemeindepräsidenten, dem Burgergemeindevizepräsidenten und 40 Mitgliedern. Seine wesentliche Aufgabe ist die Oberaufsicht über die Geschäftsführung des Kleinen Burgerrats. Zudem berät und beschliesst er die Anträge an die Stimmberechtigten, genehmigt den Verwaltungsbericht und die Jahresrechnung und wählt die Kommissionen. Ausserdem entscheidet der Grosse Burgerrat abschliessend über die Zusicherung des Burgerrechts.

### Kleiner Burgerrat
Der Kleine Burgerrat ist die Regierung der Burgergemeinde, die Exekutive. Er wahrt die Stellung der Burgergemeinde in Staat und Gesellschaft und bestimmt die grundlegenden Ziele ihres Wirkens. Er führt die Burgergemeinde, plant und koordiniert ihre Tätigkeiten und vertritt sie nach aussen. Der Kleine Burgerrat besteht aus dem Burgergemeindepräsidenten, dem Burgergemeindevizepräsidenten und zwölf weiteren Mitgliedern.

### Kommissionen
Die burgerlichen Kommissionen leiten und beaufsichtigen die Arbeit von Verwaltung und Institutionen. Zudem bereiten sie strategische Entscheide in den jeweiligen Bereichen vor. Fachkommissionen beraten den Kleinen Burgerrat in Grundsatz- und Kommunikationsfragen.

### Burgerliche Kindes- und Erwachsenenschutzbehörde
Die burgerliche Kindes- und Erwachsenenschutzbehörde (bKESB) ist zuständig für die fünf Burgergemeinden im Kanton Bern, die auch Sozialhilfe ausrichten (Bern, Biel, Bözingen, Burgdorf, Thun), für die Angehörigen der dreizehn burgerlichen Gesellschaften und Zünfte der Stadt Bern sowie der Burgerinnen und Burger ohne Gesellschaftszugehörigkeit im Bereich des Kindes- und Erwachsenenschutzes.

## Institutionen und Abteilungen

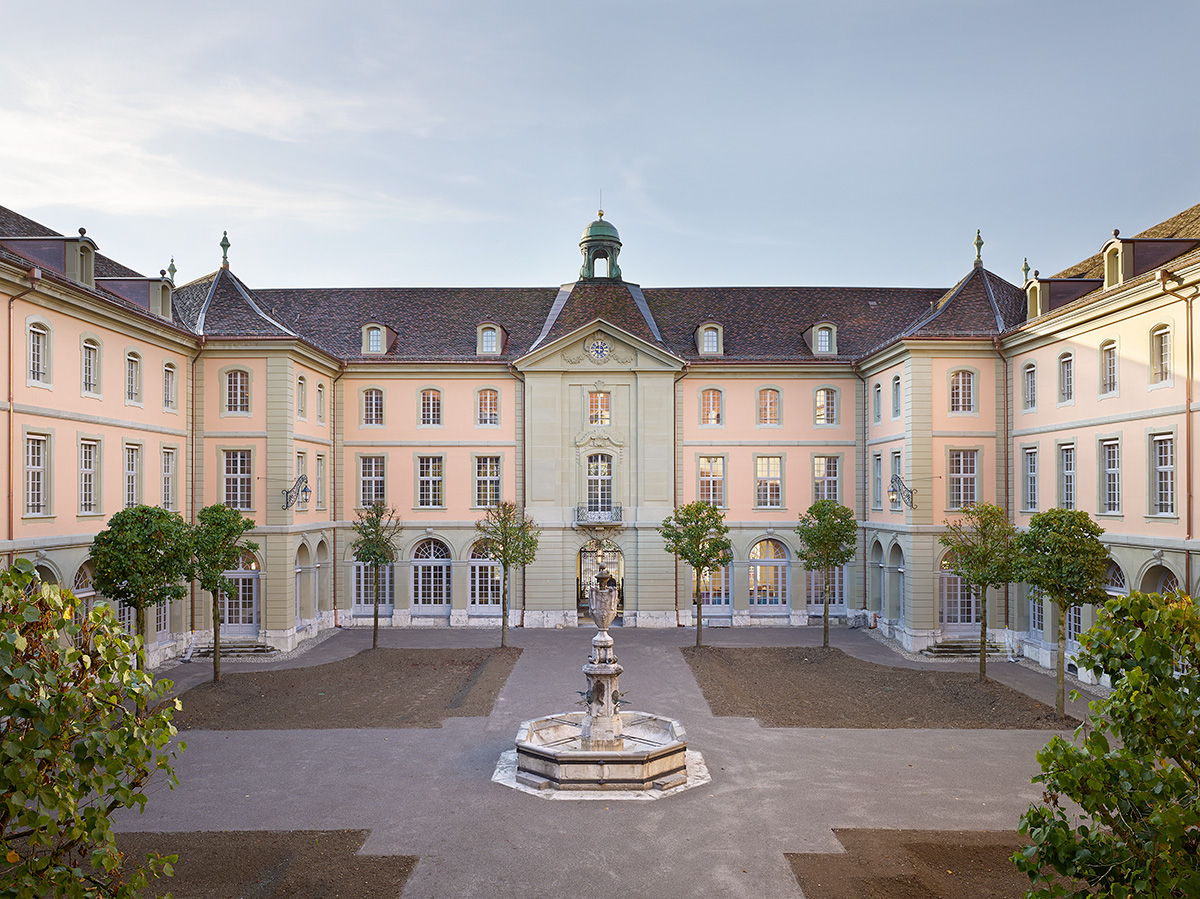
Innenhof des Burgerspitals

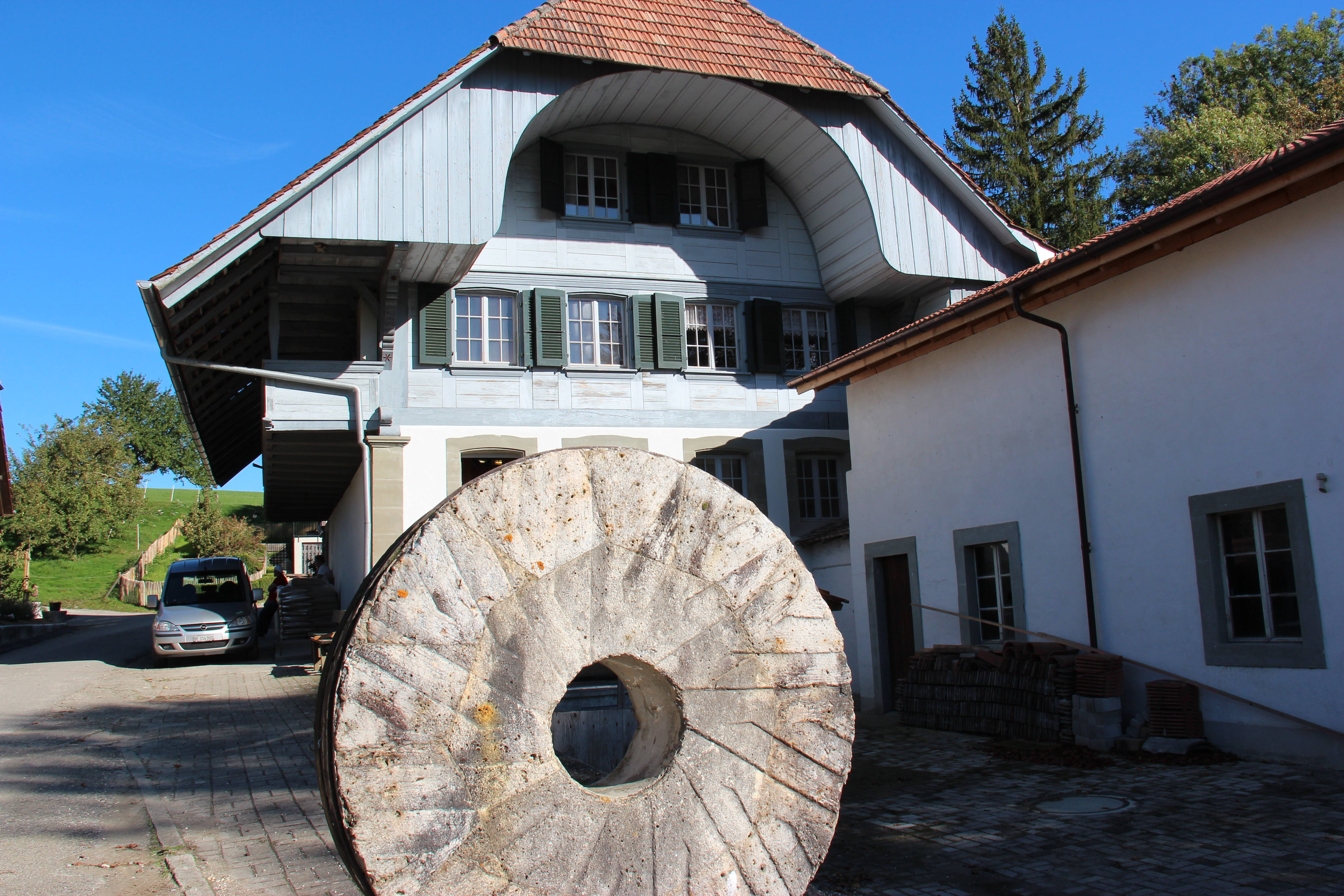
In der zu SORA gehörenden Mühle Schönenbühl können Jugendliche aus schwierigen Verhältnissen erste Schritte in der Arbeitswelt tätigen.

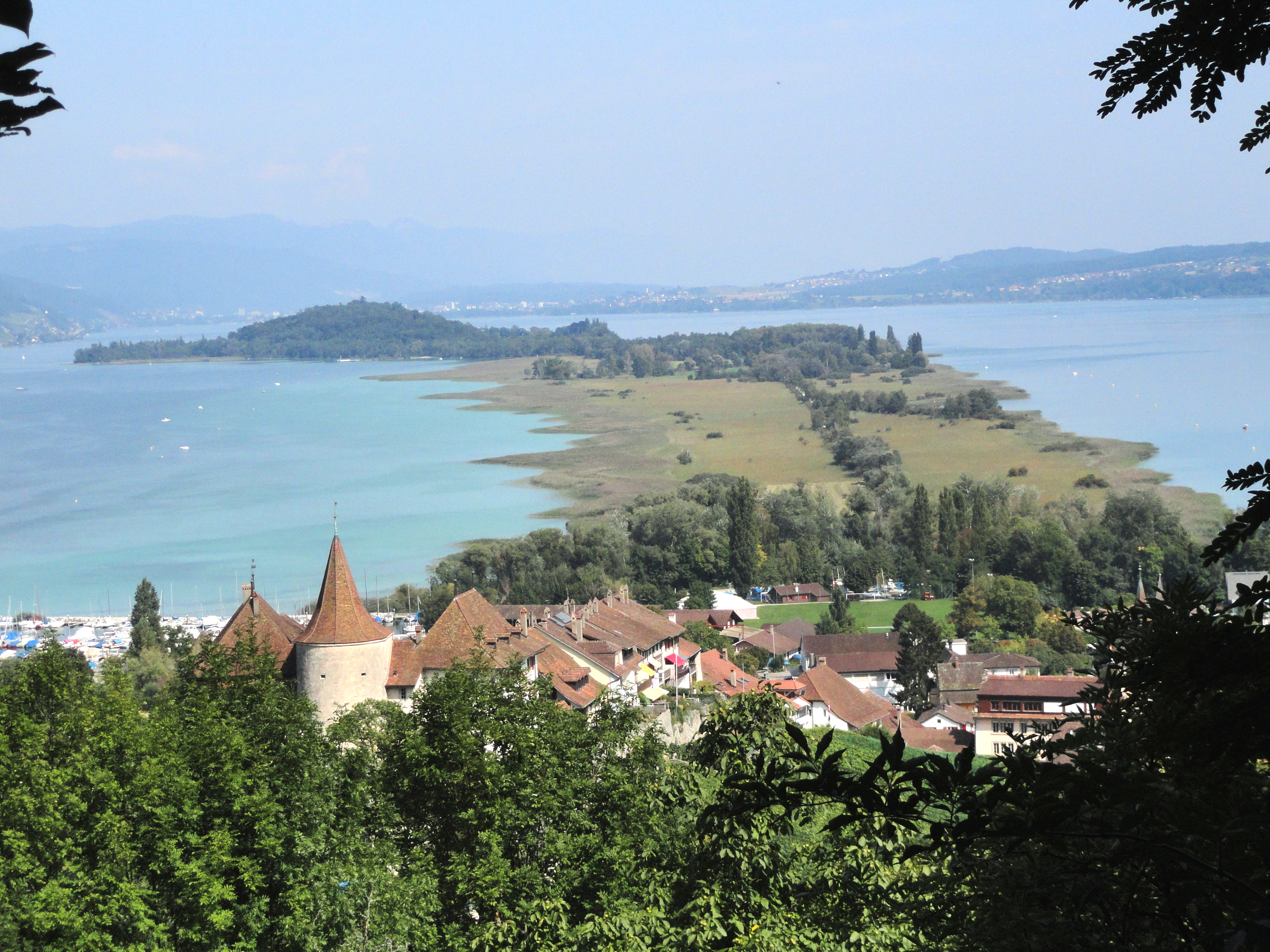
Zum Besitz der Burgergemeinde (ehemals Burgerspital) gehört unter anderem die St. Petersinsel.

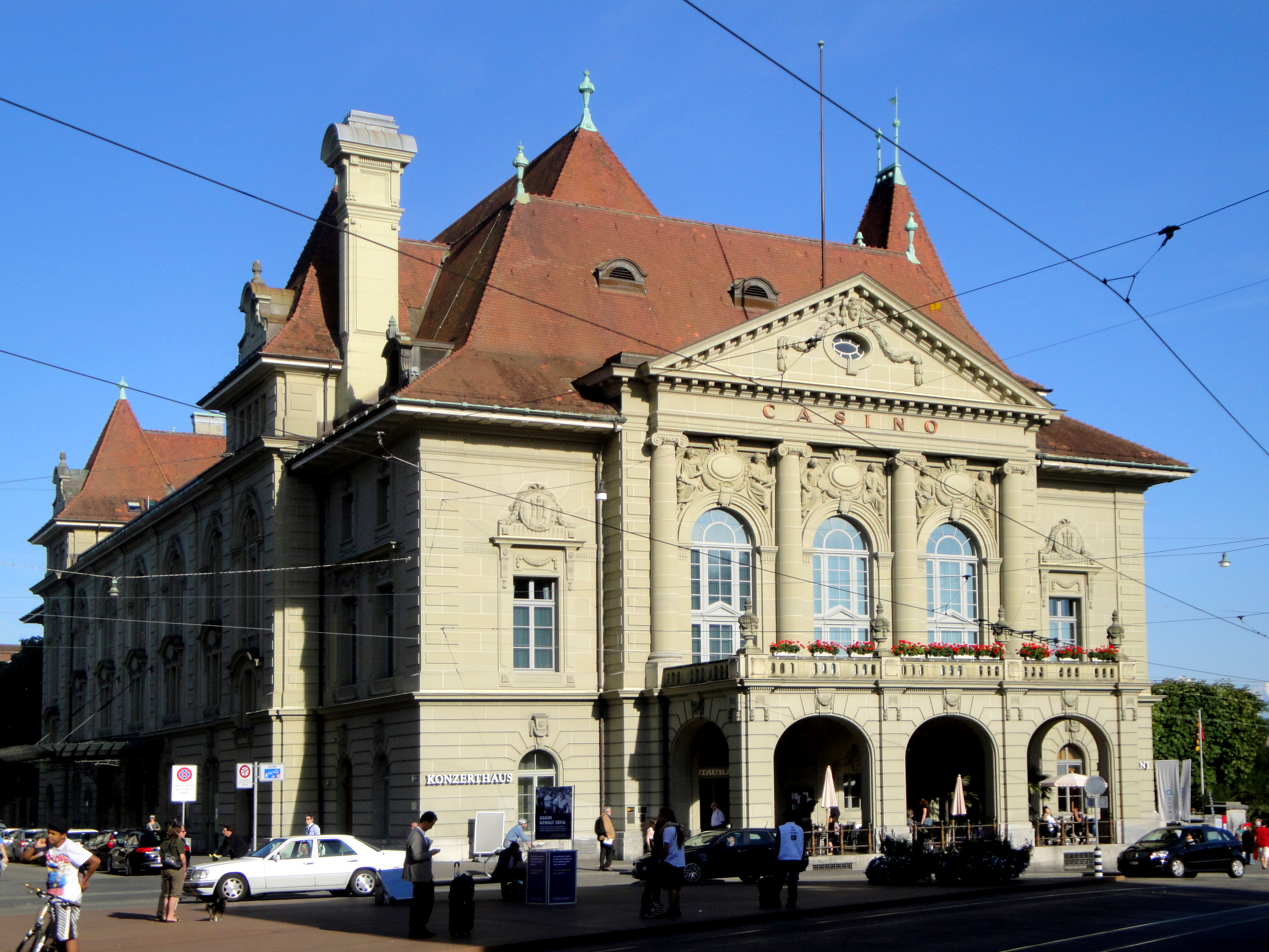
Das Casino Bern.

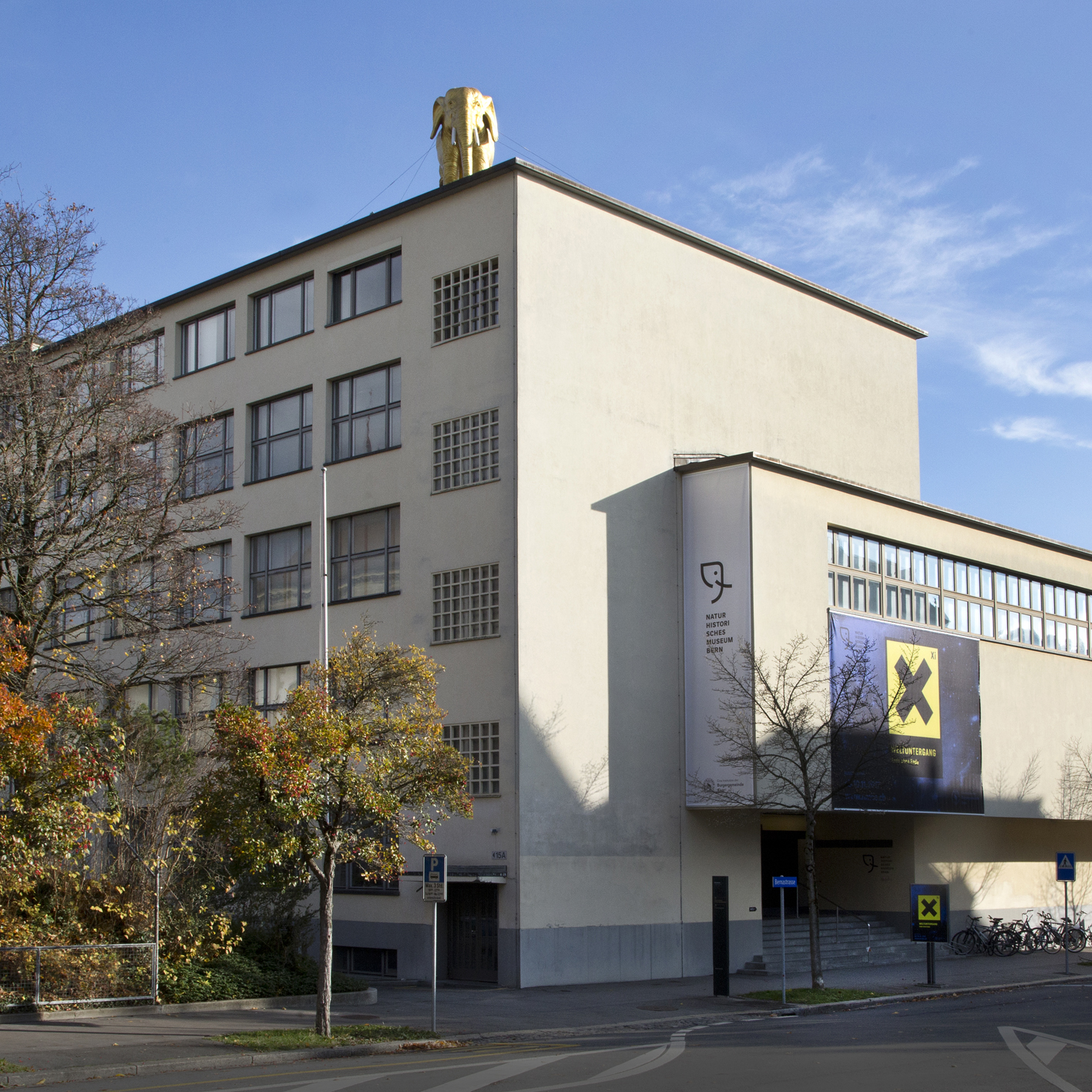
Naturhistorisches Museum Bern (2018).

Die Burgergemeinde unterhält in Bern folgende Institutionen und Abteilungen sozialer, kultureller, ertragbringender sowie koordinierender Art. Das Präsidium plant und koordiniert die Tätigkeiten der Burgergemeinde. Der Burgerkanzlei obliegen die Geschäftsplanung, die Protokollführung, die Vollzugskontrolle, die Kommunikation und das Registerwesen. Sie wird von Burgergemeindeschreiberin Henriette von Wattenwyl geleitet.

### Berner Generationenhaus
Das Berner Generationenhaus im Burgerspital dient seit Herbst 2014 Kindern, Jugendlichen, Erwachsenen, Familien und alten Menschen als Ort des kulturellen und sozialen Austauschs. Es besteht ein Informationsangebot in den Bereichen Beratung, Pflege, soziale Sicherheit und Zusammenleben.

### SORA
Die Geschichte von SORA reicht bis ins Jahr 1757 zurück. Seit diesem Jahr betreibt die Burgergemeinde Bern ohne Unterbruch eine Organisation, die Kinder, Jugendliche, Familien und junge Erwachsene unterstützt. Zu Beginn bestand das damalige Knabenwaisenhaus (später Burgerliches Jugendwohnheim), es folgte später ein Waisenhaus für Mädchen. 1993 entstand das SAT-Projekt mit Kleingruppen für Jugendliche und junge Erwachsene in der Stadt Bern. Im Jahr 2000 wurde das Arbeitsintegrationsprojekt in der Getreidemühle Schönenbühl eröffnet. 2018 erfolgte der Namenswechsel von «Burgerliches Jugendwohnheim» und «SAT-Projekt» zu «SORA – flexible Beratung und Begleitung».

### Burgerliches Sozialzentrum
Die Burgergemeinde leistet mit ihrem Sozialzentrum die Sozialhilfe für die im Kanton Bern ansässigen Bernburgerinnen und Bernburger, sofern diese nicht einer der 13 burgerlichen Gesellschaften und Zünfte angehören. Es steht den Gesellschaften und Zünften sowie anderen Burgergemeinden und Dritten beratend und unterstützend zur Seite oder übernimmt deren Aufgaben im Mandat.

### Der Burgerspittel
Die Burgergemeinde betreibt mit der Institution Der Burgerspittel (ehemals Burgerspital und Burgerheim) eine eigenständige Alterspolitik und kümmert sich an zwei Standorten, im Viererfeld und am Bahnhofplatz. Es bestehen Wohnangebote mit oder ohne Pflege.

### Domänenverwaltung
Die Liegenschaftsverwaltung der Burgergemeinde verfügt über ein Portfolio mit Altstadthäusern, Mietobjekten, Grossüberbauungen, über 600 Baurechten, rund 40 Landwirtschaftspachtbetrieben und 18 Forsthäusern. Sie verwaltet zudem die St. Petersinsel. Die Erträge der Domänenverwaltung dienen der Finanzierung der sozialen, wissenschaftlichen, kulturellen und ökologischen Tätigkeiten der Burgergemeinde Bern für die Allgemeinheit.

### Forstbetrieb
Der Forstbetrieb der Burgergemeinde pflegt und bewirtschaftet rund 4000 Hektare Wald, wovon ihr 3600 Hektare gehören. Jährlich werden rund 30'000 Kubikmeter Holz genutzt. Der Forstbetrieb teilt die Wälder ein in städtische und stadtnahe Erholungswälder sowie Holzproduktionswälder. 2018 lancierte die Burgergemeinde das Label Radius 20 – Holz aus der Region für Holz, das höchstens 20 Kilometer vom Bundeshaus entfernt geschlagen wurde. Zur Bekämpfung von Wildschäden durch Rehe werden Jagdveranstaltungen organisiert, zum Beispiel im Bremgartenwald.

### Casino Bern
Um die Wende zum 20. Jahrhundert hat sich die Burgergemeinde der Aufgabe angenommen, aus eigenen Mitteln ein neues Konzert- und Gesellschaftshaus für die Allgemeinheit zu finanzieren. In der Folge wurde zwischen 1907 und 1909 der heutige Bau am Standort der alten Hochschule errichtet. Das Casino Bern (früher «Kultur Casino») ist ein wichtiger kultureller und gesellschaftlicher Treffpunkt der Stadt und Region Bern. Im Grossen Saal finden Konzerte statt. Das Casino Bern wurde von 2017 bis 2019 grundlegend renoviert und umgebaut.

## Förderung von Kultur, Natur, Sozialem und Wissenschaft
Die Burgergemeinde Bern steht im Dienst der Allgemeinheit. Sie fördert und wirkt «zum Wohl der Menschen» in den Lebensbereichen Kultur, Natur, Soziales und Wissenschaft. Sie unterhält Einrichtungen und Infrastrukturen, welche der Öffentlichkeit zur Verfügung stehen. Daneben spricht sie Förderbeiträge in der Höhe von jährlich rund 25 Millionen Franken zugunsten diverser Projekte aus den erwähnten Lebensbereichen – und zwar in Stadt und Kanton Bern.
Beispielsweise das Berner Symphonieorchester, die Berner Münster-Stiftung, der Verein Polit-Forum Bern, der Trägerverein für die offene Jugendarbeit in der Stadt Bern (TOJ) oder die Friedrich-Dürrenmatt-Gastprofessur an der Universität Bern erhalten wiederkehrende Beiträge. Die Ausrichtung dieser Beiträge wird periodisch überprüft. Mit einmaligen Beiträgen werden jährlich mehr als 700 Projekte aus den Sparten Musik, Kunst, Film, Theater, Tanz, Literatur und Kunsthandwerk/Design unterstützt.
Gemeinsam mit dem Kanton und der Stadt Bern trägt die Burgergemeinde das Bernische Historische Museum und sie finanziert das Zentrum Historische Bestände der Universitätsbibliothek Bern. Sie unterstützt wissenschaftliche Projekte der Universität Bern mit Beiträgen. Zudem hat sie wissenschaftliche und kulturelle Stiftungen errichtet, darunter die Albrecht von Haller-Stiftung und die Paul Klee-Stiftung. Die Kocher-Villa steht als «Haus der Universität» der Universität sowie der Öffentlichkeit zur Verfügung.
Die Burgergemeinde verleiht jedes Jahr die «Preise der Burgergemeinde Bern». Diese haben 2019 den bisherigen Kulturpreis und den Sozialpreis abgelöst. Zudem wurden verliehen: die burgerliche Medaille (1969–1993), das Sigillum maius civium bernensium (1982–1987), die externe burgerliche Medaille (seit 1972, zuletzt 2022), die interne burgerliche Medaille und bis 2022 den Prix Effort (ehemals Jugendpreis).

## Gesellschaften und Zünfte
Die Gesellschaften und Zünfte sind burgerliche Korporationen im Sinn der Verfassung des Kantons Bern und öffentlich-rechtliche Körperschaften im Rahmen der Gemeindegesetzgebung des Kantons Bern. Die Hauptaufgaben der bernischen Gesellschaften und Zünfte sind die Sozialhilfe, die Finanzverwaltung sowie die Erteilung des Gesellschafts- oder Zunftrechts. Als burgerliche Korporationen sind die Gesellschaften und Zünfte der Burgergemeinde Bern juristisch gleichgestellt, allerdings ist das bernische Burgerrecht Voraussetzung für die Mitgliedschaft in einer der Gesellschaften und Zünfte.

## Vereine
Nebst den 13 öffentlich-rechtlichen Gesellschaften existieren weitere privatrechtliche burgerliche Gesellschaften und Vereine (Aufzählung unvollständig):
- Bogenschützengesellschaft der Stadt Bern
- Reismusketen-Schützengesellschaft der Stadt Bern
- Burgerliche Ersparniskasse Bern
- Vereinigung Burgerliches Bern[22]
- Stadtbernischer Burgerverband[23]
- Burgergesellschaft der Stadt Bern[24]
- Burgerinnen Forum Bern[25]
- JuBu-Rat (Junge Burgergemeinde Bern)[26]

## Kritik
Die Burgergemeinde steht seit ihrer Entstehung Mitte des 19. Jahrhunderts unter Kritik. Ansatzpunkte sind der grosse Reichtum der Personalgemeinde, das Netzwerk und das soziokulturelle Verhalten innerhalb der Burgerschaft sowie die Personalpolitik innerhalb der burgerlichen Verwaltung. Die personellen Verflechtungen zwischen der Burgergemeinde und ihren Gesellschaften sind eng. Der ehemalige Burgergemeindepräsident Kurt Hauri spricht in Bezug auf die Reismusketen-Schützengesellschaft von «befruchtenden personellen Verflechtungen» zwischen der Burgergemeinde und den Reismusketen, noch deutlicher: «Die menschlich-persönliche Verbindung zwischen der Gesellschaft und der Burgergemeinde ist überaus eng». Erst im Verhältnis zu anderen Bürgergemeinden und Korporationen lassen sich Aussagen zur Burgergemeinde Bern gewichten und historisch einordnen.
Die Historikerin Katrin Rieder hat in ihrer 2008 erschienenen Dissertation Netzwerke des Konservatismus. Berner Burgergemeinde und Patriziat im 19. und 20. Jahrhundert versucht, die Burgergemeinde sozialgeschichtlich zu analysieren. Sie zeigte in ihrer Arbeit auf, dass Männerbünde wie die Reismusketen-Schützengesellschaft, die Bogenschützengesellschaft, die Grande Société, die Leiste, Studentenverbindungen (insbesondere die Zofingia) sowie der Johanniterorden bei der Ämtervergabe seit dem Zweiten Weltkrieg eine wichtige Rolle spielen. Die Verstrickungen einzelner Bernburger in der Nationalen Front, insbesondere die Rolle des späteren Burgergemeindepräsidenten Georges Thormann als Gauleiter des Kantons Bern haben für Gesprächsstoff gesorgt. Die Arbeit von Rieder wurde teilweise kritisch besprochen. Detailliert untersuchte in der Folge der Basler Historiker Georg Kreis das Verhältnis der Burgergemeinde Bern zu rechtsextremen Bewegungen der 1930er-Jahre. Er kommt zum Schluss: „Zu Beginn der 1930er Jahre ist der Frontismus in rechtsbürgerlichen Kreisen tatsächlich mit einigem Wohlwollen beurteilt worden. Die Annahme jedoch, dass sich Mitglieder der Burgergemeinde in den 1930er Jahren in ausserordentlichem Mass im Frontismus engagiert haben, lässt sich nicht bestätigen.“